# New York/New Jersey MetroStars 1997
 Questa voce raccoglie le informazioni riguardanti il New York/New Jersey MetroStars nelle competizioni ufficiali della stagione 1997.

## Stagione
I New York/New Jersey MetroStars terminarono il campionato al 5º posto di Eastern Conference e al 9º nella classifica generale, non riuscendo a qualificarsi ai play-off. Nella U.S. Open Cup la squadra guidata dal tecnico brasiliano Carlos Alberto Parreira perse in semifinale contro i Dallas Burn, futuri vincitori dell'edizione, ai tempi supplementari.

## Maglie e sponsor
| Casa | Trasferta |

## Rosa
| N. |                                      | Ruolo | Calciatore            |
| -- | ------------------------------------ | ----- | --------------------- |
| 1  | Stati Uniti (bandiera)               | P     | Tony Meola (capitano) |
| 2  | Stati Uniti (bandiera)               | D     | Jeff Zaun             |
| 3  | Stati Uniti (bandiera)               | C     | Matt Knowles          |
| 4  | Brasile (bandiera)                   | D     | Joao Luiz             |
| 4  | Brasile (bandiera)                   | D     | Branco                |
| 5  | Saint Vincent e Grenadine (bandiera) | D     | Ezra Hendrickson      |
| 6  | Stati Uniti (bandiera)               | C     | Mike Sorber           |
| 7  | Italia (bandiera)                    | C     | Roberto Donadoni      |
| 8  | Stati Uniti (bandiera)               | A     | A. J. Wood            |
| 9  | Stati Uniti (bandiera)               | C     | Manny Lagos           |
| 10 | Stati Uniti (bandiera)               | C     | Tab Ramos             |
| 11 | Colombia (bandiera)                  | A     | Antony de Ávila       |

| N. |                        | Ruolo | Calciatore        |
| -- | ---------------------- | ----- | ----------------- |
| 12 | Sudafrica (bandiera)   | A     | Shaun Bartlett    |
| 14 | Stati Uniti (bandiera) | C     | Braeden Cloutier  |
| 15 | Stati Uniti (bandiera) | D     | Rhett Harty       |
| 16 | Argentina (bandiera)   | C     | Cristian da Silva |
| 17 | Colombia (bandiera)    | A     | Giovanni Savarese |
| 18 | Stati Uniti (bandiera) | P     | Zach Thornton     |
| 19 | Stati Uniti (bandiera) | C     | Miles Joseph      |
| 20 | Stati Uniti (bandiera) | C     | Brian Kelly       |
| 21 | Stati Uniti (bandiera) | C     | Kerry Zavagnin    |
| 22 | Stati Uniti (bandiera) | D     | Mark Semioli      |
| 23 | Stati Uniti (bandiera) | A     | Rob Johnson       |
| 24 | Stati Uniti (bandiera) | D     | Andrew Lewis      |

## Risultati

### U.S. Open Cup
| Richmond 23 luglio 1997 Terzo turno                            | Richmond Kickers | 0 – 3                        | N.Y./N.J. MetroStars | City Stadium |
| \| \| \| \| \| \| Marcatori \| 66’, 78’ Bartlett 80’ Joseph \| |                  |                              |                      |              |
|                                                                |                  |                              |                      |              |
|                                                                | Marcatori        | 66’, 78’ Bartlett 80’ Joseph |                      |              |

| 26 agosto 1997 Quarti di finale              | L.I. Rough Riders | 0 – 1 (d.t.s.) | N.Y./N.J. MetroStars |  |
| \| \| \| \| \| \| Marcatori \| 107’ Harty \| |                   |                |                      |  |
|                                              |                   |                |                      |  |
|                                              | Marcatori         | 107’ Harty     |                      |  |

| Arbitro: | Grady |

|                              |           |            |
| Damián 17’ Jorge Flores 103’ | Marcatori | 85’ Branco |

## Statistiche

### Statistiche di squadra
| Competizione        | Punti | Totale | Totale | Totale | Totale | Totale | Totale | DR  |
| Competizione        | Punti | G      | V      | S      | P      | Gf     | Gs     | DR  |
| ------------------- | ----- | ------ | ------ | ------ | ------ | ------ | ------ | --- |
| Major League Soccer | 35    | 32     | 11     | 2      | 19     | 43     | 53     | -10 |
| U.S. Open Cup       | -     | 3      | 2      | 0      | 1      | 5      | 2      | +3  |
| Totale              | -     | 35     | 13     | 2      | 20     | 48     | 55     | -7  |